# Donald Mason
Donald Mason ist ein ehemaliger US-amerikanischer Basketballspieler.

## Leben
Mason, ein 1,88 Meter großer Aufbauspieler, gehörte zwischen 1978 und 1982 zur Mannschaft der Fresno State University in seinem Heimatland, den Vereinigten Staaten. Er bestritt in diesen vier Jahren 109 Partien für die Hochschulmannschaft und kam auf Mittelwerte von 7,8 Punkten und 1,9 Rebounds je Begegnung. Er ging als Profi nach Deutschland und wurde mit dem ASC 1846 Göttingen im Spieljahr 1983/84 Deutscher Meister. Sein damaliger Mitspieler Wilbert Olinde beschrieb Mason als Energiebündel, lockeren Typen und spektakulären Athleten, den in Göttingen das Heimweh geplagt habe. 1984 und 1985 gewann Mason mit dem ASC den DBB-Pokal. 1985 wechselte er vom Bundesligisten ASC zum Zweitligaverein BG 74 Göttingen. 1986 kehrte er zum ASC zurück. In der Saison 1987/88 bestritt er zehn Spiele für die Mississippi Jets in der US-Liga Continental Basketball Association. Nach seiner Basketballkarriere ging Mason nach Kalifornien zurück und arbeitete zeitweilig als Pizzafahrer.